# Adja Yunkers
Adja Yunkers, egentligen Adolf Edvard Vilhelm Junker, född 15 juli 1900 i Riga, Lettland, död 1983 i New York, USA, var en lettisk-amerikansk, målare, grafiker, författare och konstpedagog. Han var verksam i Sverige under 1930- och 1940-talen.

## Biografi
Yunkers föddes i Riga i Guvernementet Livland som vid hans födelsetid ingick i Kejsardömet Ryssland. Han var son till den ryske ingenjören Karl Kaspar Yunkers och hans hustru Adelyne och gift 1937–1944  gift med Lil Yunkers (född 1913) och har med henne dottern Nina Yunkers (född 1939). Från 1952 gift med konstkritikern Dore Ashton.

### Lämnade Ryssland för Paris
Efter bedrivna konststudier i Sankt Petersburg reste Adja Yunkers runt i Ryssland. Efter den ryska revolutionen 1917 kom han till olika städer i Europa, däribland London, Berlin och Paris dit han kom 1924. Han etablerade kontakter med Karl-Georg Heise, Emil Nolde och Diego Rivera. Han bodde sammanlagt närmare femton år i Paris, men flyttade i slutet av 1930-talet till Stockholm. Under sina år i Frankrike gjorde han långvariga resor till Kanarieöarna, Västafrika, Kuba och Mexiko. Under dessa år utvecklades hans konst från ungdomsårens impressionism i riktning mot en lyrisk fri abstraktion i stil med Paul Klee, Marc Chagall och Pablo Picasso. 

### I Stockholm 1939–1947
Han flyttade till Stockholm 1938 och var bosatt där fram till 1947. Det dröjde inte länge innan Yunkers med sin fascinerande personlighet och raffinerade bildspråk vann uppmärksamhet i svenskt kulturliv. Han blev en av de tongivande konstnärerna i kretsen av landsflyktiga konstutövare som Egon Möller-Nielsen och Endre Nemes som under krigsårens avspärrning bidrog med en modern modernism.
Under 1940-talets första hälft medverkade han i utställningar i Stockholm bland annat i utställningen Konstnärer i landsflykt. Tillsammans med Nemes, Max Walter Svanberg, Carl O. Svensson och Karl Otto Hultén deltog han i utställningen Minotaur i Malmö 1943. Tillsammans med Birger Lindberg och Irma Gillholm-Lundén ställde han ut på Lorensbergs konstsalong och tillsammans med Charles Portin, Waldemar Sjölander och Erkki Talari ställde han ut på Lorensbergs konstsalong 1946 samt tillsammans med Holger Strömblad på Lorensbergs konstsalong 1948 och tillsammans med Enrique Climent och G Ahrling på Konstsalongen Avenyen 4 i Göteborg 1955. Separat ställde han ut på Louis Hahnes konstsalong i Stockholm 1946 och 1948, Galerie Modern i Stockholm 1951 och 1956, Göteborgs konstmuseum 1955.
Under sin tid i Sverige utgav Yunkers olika tidskrifter bland annat Ars, tidskrift för konst, litteratur och vetenskap och tillsammans med Tage Thiel tidskriften Tidsvittnen samt grafikportföljer bland annat med enstaka nummer av de ytterligt exklusiva Création och Ars. Under förlagsbeteckningen Ars utgavs grafikportföljer med bilder av Wilhelm Freddie, Curt Clemens, Waldemar Sjölander och Börje Veslen samt en litografimapp med litografier Nils Wedel och träsnitt av Yunkers. Han utgav även skriften Konstnären i samhället 1939 och bidrog med illustrationer till Artur Lundkvists Dikter mellan djur och gud 1944.
Som grafiker gjorde han sig känd för en rytmiskt expressiv, abstraherad stil. Han arbetade huvudsakligen med monotypier och färgträsnitt som han under 1940-talet utvecklade i ett virtuost handlag. Han tryckte gärna en färgton över ett underliggande färgskikt som ger bildframställningen en erinran om oljemåleri. Vanligtvis var upplagan mycket begränsad och bladen inom en upplaga var tryckta med stora individuella variationer. En period tryckte han sina färgträsnitt på tunt svart silkepapper tyvärr visade det sig att dessa blad fick en dålig hållbarhet. Hans grafiska blad Kämpande tuppar användes som en förlaga till en vävnad av Barbro Nilsson. Han kom under 1960-talet att mer och mer övergå till målningar i gouache och pastell.

### Från 1947 i USA
Efter att ha förlorat nästan hela resultatet av tio års arbete i en ateljébrand lämnade han 1947 Sverige och flyttade till USA, där han stannade kvar till sin död med undantag av en kortare vistelse i Rom 1954–1955. Han blev amerikansk medborgare 1952. Under 1950-talet arbetade han där mestadels med träsnitt i färg och under 1960-talet gjorde han färglitografier.
Han kom under sin Amerikatid att räknas som en av de främsta amerikanska nutidskonstnärerna och medverkade i ett flertal amerikanska utställningar
samt utställningarna 50 years of American Art som visades i Paris 1950 och Art, USA, Now som visades i Köpenhamn 1963. Han ställde ut separat i bland annat Madrid, Paris, Lissabon, London, Basel, Florens, Rom, Lima och Honolulu. Han var anställd som lärare i konst vid The New School for Social Research i New York 1947–1956 och under somrarna 1948 och 1949 undervisade han vid universitetet i Albuquerque i New Mexico. Han tilldelades stipendium från Guggenheimstiftelsen 1949–1950 och 1954–1955 samt från Fordstiftelsen 1959–1960. Han introducerade också airbrushmåleriet under detta årtionde.

## Representerad
Yunkers är representerad i ett flertal amerikanska och europeiska offentliga samlingar bland annat
- Museum of Modern Art[22]
- Guggenheim Museum
- Metropolitan Museum of Art
- New York Public Library
- Brooklyn Museum i New York,
- National Gallery of Art i Washington
- Boston Museum of Fine Arts
- Philadelphia Museum of Art
- Baltimore Museum of Art
- Bibliothèque Nationale i Paris
- Kunstmuseum i Basel
- Stedelijk Museum i Amsterdam
- Kunsthalle i Hamburg
- Victoria and Albert Museum[23]
- Nasjonalgalleriet i Oslo
- Moderna museet[24]
- Göteborgs konstmuseum[25]
- Malmö museum.